# دانا فراس
دانا فراس (مولودة  بتاريخ 27 أكتوبر 1970)، أميرة أردنية، وهي زوجة الأمير فراس بن رعد ابن الأمير رعد بن زيد والأميرة ماجدة رعد. الأميرة دانا داعمة عالمية لحماية التراث والحفاظ عليه كأساس للتنمية، وهي ناشطة في مجال السياحة وبناء السلام.
تشغل منصب رئيسة مجلس إدارة الجمعية الوطنية للمحافظة على البترا وتعمل مع الديوان الملكي الهاشمي والوزارات الحكومة الأردنية لإنجاز المبادرات ضمن نطاق نشاطاتها. نالت الأميرة دانا فراس لقب سفيرة منظمة الأمم المتحدة للتربية والعلم والثقافة (اليونسكو) للنوايا الحسنة في يونيو 2017 من قبل المديرة العامة لليونيسكو ارينا بوكوفا. كما منحت شهادة الدكتوراه الفخرية من جامعة كوفنتري البريطانية. وجائزة شخصية التراث العربي لعام 2018.

## حياتها والمؤهلات العلمية
ولدت الأميرة دانا في عمان، الأردن. درست في مدارس البكالوريا في مدينة عمان، ثم حصلت على درجة البكالوريس في العلاقات الدولية والاقتصاد في جامعة بوسطن وماجستير في التنمية الدولية من كلية لندن للاقتصاد، وماجستير في السياسة العامة والتنمية من جامعة هارفرد.

## المسيرة المهنية
من عام 1993 إلى عام 2000، عملت الأميرة دانا في الديوان الملكي الهاشمي في مكتب جلالة الملكة نور على البرامج التي تعزز التنمية المستدامة وحماية البيئة ومشاركة المرأة في التنمية وصحة الشباب والتعليم والبرامج التي تعزز السلام والفهم الدولي. في عام 1999 بعد وفاة جلالة الملك الحسين بن طلال من الأردن، شاركت الأميرة دانا في تأسيس مؤسسة الملك حسين، وعملت مديرة تنفيذية لها حتى سبتمبر 2000. بينما كانت تعمل في مكتب الملكة نور، عملت الأميرة دانا بصفة عضو في اللجنة التوجيهية لمؤتمر الحفظ العالمي لعام 2000 الذي نظمه الاتحاد العالمي للحفظ (IUCN) وعقد في الأردن.